# Leistus fulvibarbis
Leistus fulvibarbis  (лат.) — вид жужелиц из подсемейства плотинников. Номинативный подвид распространён в Европе, Малой Азии и Северной Африке; L. f. danieli встречается в Италии. Обитают в лесах, кустарниках, зелёных насаждениях и лесистых местностях. Длина тела имаго 6,5—8 мм. Жуки тёмные, с синими металлически блестящими надкрыльями. Придатки красновато-жёлтые.